# 튀니지의 축제 목록
튀니지에는 여러 연례 축제가 있으며, 월별로 아래에 나열되어 있다.

## 월별 튀니지 축제 목록

### 2월
- 국제 악기 축제. 북아프리카 전통에 초점 – 튀니스

### 3월
- 문어 축제 – 케르케나제도
- 수스 봄 축제. 콘서트, 쇼, 연극을 포함한 국제 예술 축제 – 수스
- 마우주딘 퀴어 영화제 - 튀니스
- Festival international des ksour sahariens([[:fr:{{{3}}}|프랑스어판]]). 크사르 거주민들의 문화 - 타투인 (3월 중순에서 하순)
- 오렌지 꽃 축제 – 멘젤 부 젤파, 나뵐 및 함마메트 (3월 - 4월)

### 4월
- 오렌지 꽃 축제 – 멘젤 부 젤파, 나뵐 및 함마메트 (3월 - 4월)
- 스베이틀라 봄 국제 축제 - 스베이틀라
- 민속 예술 축제 – 타투인
- 산악 오아시스 축제. 베르베르인 문화. – 미데스, 타메즈레트. (4월 하순)
- 유월절 축제 – 엘그리바 시나고그, 제르바섬. (4월 또는 5월)

### 5월
- 유월절 축제 – 엘그리바 시나고그, 제르바섬. (4월 또는 5월)
- 제리드 축제 – 네프타 및 주변 마을
- 음악 축제. 고전 및 대중 음악 콘서트 – 스팍스

### 6월
- 매사냥 축제 – 엘 하와리아
- 아랍 말 축제 – 시디 부 사이드
- 국제 말루프 음악 축제 – 테스투르
- 타바르카 재즈 페스티벌 - 타바르카 (6월 - 7월)

### 7월
- 타바르카 재즈 페스티벌 - 타바르카 (6월 - 7월)
- 율리시스 축제. 역사적 및 신화적 주제의 노래와 춤 축제 – 훔트 수크
- 스베이틀라 국제 축제 - 스베이틀라
- 인어 축제. 콘서트 및 공연 – 케르케나제도
- 아우수 카니발. 퍼레이드 – 수스
- 함마메트 국제 축제. 음악 및 연극 - 함마메트
- 비제르테 국제 축제. 음악, 예술, 춤, 음식 - 비제르테
- 라마르사의 밤. 음악, 연극, 발레 - 라마르사
- 국제 교향악 축제 – 엘젬 원형경기장
- 카르타고 국제 축제. 재즈, 연극, 춤, 민속, 발레[1] - 카르타고
- 플라스틱 예술 축제 – 마흐레스 (스팍스) (7월–8월)

### 8월
- 플라스틱 예술 축제 – 마흐레스 (스팍스) (7월–8월)
- 스펀지 축제 – 자르지스
- 다이빙 축제 – 타바르카
- 켈리비아 국제 아마추어 영화 축제 (FIFAK) - 켈리비아

### 9월
- 슈프트혼나 페스티벌 - 튀니스
- 코랄리스 수중사진 축제 – 타바르카
- 와인 축제 – 그롬발리아
- 밀 축제 – 베자 (튀니지)

### 10월–12월
- 카르타고 영화제 (Journées cinématographiques de Carthage, JCC) - 튀니스
- 대추 수확 축제 – 케빌리 (11월)
- 국제 오아시스 축제 – 토죄르 (11월)
- 사하라 국제 축제. 춤, 연극, 음악 - 두즈 (11월–12월)
- 스팍스 국제 지중해 영화제 - 스팍스 (12월)